# The Gravity Group
The Gravity Group, LLC est une entreprise américaine spécialisée dans la conception et la construction de montagnes russes en bois. Basée à Cincinnati dans l'Ohio, elle a été fondée en 2002 par les ingénieurs et designers Korey Kiepert, Chad Miller, Mike Graham et Larry Bill, quatre anciens employés de la société Custom Coasters International alors en faillite. Cette équipe - compétente en ingénierie civile, mécanique et structurelle - pouvait alors compter sur une expérience professionnelle acquise autour d'une quarantaine de projets dans le monde depuis 1982.
Si la conception de grands huit en bois est son activité principale, elle propose également ses services en matière d'ingénierie générale pour l'industrie des parcs de loisirs. Elle délègue parfois la construction de ses projets directement à l'acheteur ou à des sous-traitants, notamment la société canadienne Martin & Vleminckx avec laquelle elle collabore activement depuis 2007. Elle lance en 2008 une société sœur, baptisée Gravitykraft Corporation, qui est chargée du développement du Timberliner, un train nouvelle-génération conçu spécialement pour ses montagnes russes en bois.
The Gravity Group s'est rapidement fait connaître - tant par l'industrie que par les passionnés de montagnes russes - grâce à ses premières créations : Hades (ouvert en 2005 à Mt. Olympus Water & Theme Park) et The Voyage (ouvert en 2006 à Holiday World), deux attractions récompensées par plusieurs Golden Ticket Awards, dont celui des "Meilleures montagnes russes en bois au monde" décerné à The Voyage pendant 5 années consécutives de 2007 à 2011. Fort de ce succès et alors que le marché des montagnes russes en bois est en pleine mutation, l'entreprise se distingue régulièrement de ses concurrents en introduisant des concepts originaux (High Five, Switchback, etc.).

## Réalisations
Ce tableau reprend les noms, lieux, dates d'ouverture et principales données constructeur de tous les projets de montagnes russes réalisés par The Gravity Group depuis sa création.
| Nom de l'attraction | Lieu                                    | Date              | Structure | Type       | Longueur | Hauteur | Vitesse | Inversion | Capacité | Trains       | Coût        |
| --- | --------------------------------------- | ----------------- | --------- | ---------- | -------- | ------- | ------- | --------- | -------- | ------------ | ----------- |
| Hades 360 | Mt. Olympus Water & Theme Park          | 14 mai 2005       | Hybride   | Out & Back | 1 446,6  | 41,5    | 96,6    | 1         | n.c.     | Timberliners | n.c.        |
| The Voyage | Holiday World & Splashin' Safari        | 6 mai 2006        | Hybride   | Out & Back | 1 963,5  | 49,7    | 108,5   | 0         | 1 200    | PTC          | 6,5 Mio USD |
| Boardwalk Bullet | Kemah Boardwalk                         | 31 août 2007      | Bois      | Twister    | 986,3    | 29,3    | 82,1    | 0         | 800      | PTC          | n.c.        |
| Ravine Flyer II | Waldameer Park                          | 17 mai 2008       | Hybride   | Terrain    | 883,9    | 24,4    | 91,7    | 0         | n.c.     | PTC          | 6 Mio USD   |
| Fireball (谷木游龙) | Happy Valley Shanghai                   | 16 août 2009      | Bois      | Out & Back | 1 164    | 33      | 90,1    | 0         | n.c.     | PTC          | n.c.        |
| Wooden Warrior | Quassy Amusement Park                   | 23 avril 2011     | Bois      | Junior     | 365,8    | 10,7    | 56,3    | 0         | n.c.     | Timberliners | 2 Mio USD   |
| Twister | Gröna Lund                              | 7 mai 2011        | Hybride   | Twister    | 480      | 15,2    | 61      | 0         | 700      | Timberliners | 60 Mio SEK  |
| Zippin Pippin | Bay Beach Amusement Park                | 21 mai 2011       | Bois      | Out & Back | 873,3    | 21,3    | 64,4    | 0         | n.c.     | PTC          | n.c.        |
| Dauling Dragon Red (木翼双龙) | Happy Valley Wuhan                      | 29 avril 2012     | Bois      | Racing     | 1 193    | 32      | n.c.    | 0         | n.c.     | PTC          | n.c.        |
| Dauling Dragon Blue (木翼双龙) | Happy Valley Wuhan                      | 29 avril 2012     | Bois      | Racing     | 1 143    | 32      | n.c.    | 0         | n.c.     | PTC          | n.c.        |
| Fjord Flying Dragon (峡湾飞龙) | Happy Valley Tianjin                    | 27 juillet 2013   | Bois      | Out & Back | 1 217    | 35,2    | 90      | 0         | 780      | PTC          | 1,3 Mio CNY |
| Time Traveller (木质过山车) | Hot Go Park                             | 24 avril 2014     | Bois      | Terrain    | 1 122,3  | 31,4    | 93,3    | 0         | n.c.     | Timberliners | n.c.        |
| Roar-O-Saurus | Story Land                              | 24 mai 2014       | Bois      | Junior     | 378,3    | 12,2    | 54,7    | 0         | n.c.     | Timberliners | n.c.        |
| Jungle Trailblazer (丛林飞龙) | Fantawild Cultural Heritage Park Wuhu   | 1er juin 2015     | Bois      | Twister    | 1 056,7  | 33,2    | 90,1    | 1         | n.c.     | Timberliners | n.c.        |
| Jungle Trailblazer (丛林飞龙) | Fantawild Cultural Heritage Park Jinan  | 13 juin 2015      | Bois      | Out & Back | 995      | n.c.    | 90      | 1         | n.c.     | Timberliners | n.c.        |
| Cú Chulainn | Tayto Park                              | 6 juin 2015       | Bois      | Twister    | 1 092    | 32      | 90      | 0         | 700      | Timberliners | 8,5 Mio EUR |
| Jungle Trailblazer (丛林飞龙) | Fantawild Dreamland Zhengzhou           | 1er juillet 2015  | Bois      | Twister    | 971,7    | 31,7    | 86,9    | 0         | n.c.     | Timberliners | n.c.        |
| Switchback | ZDT's Amusement Park                    | 17 octobre 2015   | Hybride   | Shuttle    | 358      | 19,4    | 64,4    | 0         | n.c.     | Timberliners | n.c.        |
| Jungle Trailblazer (丛林飞龙) | Fantawild Dreamland Zhuzhou             | n.c. (prog. 2015) | Bois      | n.c.       | n.c.     | n.c.    | n.c.    | 0         | n.c.     | n.c.         | n.c.        |
| Timber | Walibi Rhône Alpes                      | 9 avril 2016      | Bois      | Out & Back | 446      | 17      | 64      | 0         | n.c      | Timberliners | 4.2 Mio EUR |
| Jungle Trailblazer (丛林飞龙) | Fantawild Cultural Heritage Park Ningbo | n.c. (prog. 2015) | Bois      | n.c.       | n.c.     | n.c.    | n.c.    | 0         | n.c.     | n.c.         | n.c.        |
| Jungle Trailblazer (丛林飞龙) | Fantawild Cultural Heritage Park Xiamen | n.c. (prog. 2016) | Bois      | n.c.       | n.c.     | n.c.    | n.c.    | 0         | n.c.     | n.c.         | n.c.        |
| Mine Blower | Fun Spot Kissimmee                      | 23 juin 2017      | Hybride   | Twister    | 698      | 25      | 78      | 1         | n.c      | Timberiners  | 6 Mio EUR   |
| Wood Express | Parc Saint-Paul                         | 9 juin 2018       | Bois      | Out & Back | 484      | 15.9    | 64      | 0         | n.c.     | Timberliners | 3.2 Mio EUR |
| Tonnerre 2 Zeus | Parc Astérix                            | 9 avril 2022      | Bois      | Out & Back | 1232.6   | 29.9    | 83.7    | 0         | n.c.     | Timberliners | n.c         |
| Unités : Longueur (mètres) / Hauteur (mètres) / Vitesse (kilomètres par heure) / Capacité (nombre théorique de passagers par heure) |                                         |                   |           |            |          |         |         |           |          |              |             |